# Bataille de Draâ El Mizan (1768)
Pour les articles homonymes, voir Bataille de Draâ El Mizan.
Guerre entre régence d'Alger et les Kabyles
La bataille de Draâ El Mizan eut lieu en 1768. Elle opposait les tribus Iflissen Umellil aux troupes du Beylik de l'Est.

## Historique
Après la première bataille de Draâ El Mizan, qui fut un échec pour les Turcs, le pacha Mohamed Ben Othmane envoya l’année suivante (1768) un camp plus nombreux et en donna le commandement au bey de Constantine.
Malgré ce déploiement de forces, les Turcs furent encore battus, l’aga a été tué ainsi que 1 200 hommes.
Les succès obtenus par les Iflissen propagèrent la révolte à toute la Kabylie.